# Scottish Masters
Das Scottish Masters war von 1981 bis 2002 ein Turnier für Snookerprofis. Als Einladungsturnier hatte es nie den Status eines Ranglistenturniers.

## Geschichte
1981 wurde das Scottish Masters erstmals ausgetragen. Meistens war es im September das erste Turnier der Saison. Erster Titelträger war der damals 19-jährige Jimmy White, der damit 1981 seinen ersten größeren Titel als Snookerprofi gewann.
Bis 1987 wurde das Turnier von der Firma "Langs Supreme" gesponsert und in Glasgow ausgetragen. Das Preisgeld für den Turniersieger betrug 1981 8.000 Pfund und verdoppelte sich bis 1987 auf 16.000 Pfund.
1988 fand das Turnier nicht statt, danach kehrte es unter dem neuen Sponsornamen Regal Scottish Masters (statt Lang's Scottish Masters) in den Tourkalender zurück. Die Teilnehmerzahl wurde zudem von acht auf zunächst zehn, ab 1992 schließlich auf zwölf Spieler erhöht. Zwischen 1990 und 2000 war das Civic Centre in Motherwell Austragungsort des Turniers. 1989 wurden, mit "Regal" als Sponsor, 32.500 Pfund an den Sieger ausgeschüttet. In den folgenden Jahren stieg das Preisgeld weiter an, es erreichte 1994 erstmals 50.000 Pfund. Zwischen 1996 und 2002 lag es zwischen 60.000 und 65.000 Pfund.
Für die Jahre 2001 und 2002 kehrte das Turnier wieder nach Glasgow zurück. Aufgrund des Werbeverbots für Tabakwaren durfte Regal das Turnier ab 2002 nicht mehr sponsern; da sich kein anderer finanzkräftiger Sponsor fand, wurde das Turnier eingestellt.
Mit jeweils drei Titeln sind Steve Davis, Stephen Hendry und Ronnie O’Sullivan Rekordsieger dieser Veranstaltung. Im Jahr 2000 gelang Marco Fu aus Hongkong das einzige Maximum Break der Turniergeschichte; im vierten Frame der Erstrundenpartie gegen Ken Doherty erzielte er das 39. offizielle Maximum im Profisnooker.

## Sieger
| Jahr             | Austragungsort                       | Sieger            | Ergebnis         | Finalist          | Hauptsponsor     | Saison           |
| Scottish Masters | Scottish Masters                     | Scottish Masters  | Scottish Masters | Scottish Masters  | Scottish Masters | Scottish Masters |
| ---------------- | ------------------------------------ | ----------------- | ---------------- | ----------------- | ---------------- | ---------------- |
| 1981             | Glasgow – Kelvin Hall                | Jimmy White       | 9:4              | Cliff Thorburn    | Langs Supreme    | 1981/82          |
| 1982             | Glasgow – Holiday Inn                | Steve Davis       | 9:4              | Alex Higgins      | Langs Supreme    | 1982/83          |
| 1983             | Glasgow – Skean Dhu Hotel            | Steve Davis       | 9:6              | Tony Knowles      | Langs Supreme    | 1983/84          |
| 1984             | Glasgow – Hospitality Inn            | Steve Davis       | 9:4              | Jimmy White       | Langs Supreme    | 1984/85          |
| 1985             | Glasgow – Hospitality Inn            | Cliff Thorburn    | 9:7              | Willie Thorne     | Langs Supreme    | 1985/86          |
| 1986             | Glasgow – Hospitality Inn            | Cliff Thorburn    | 9:8              | Alex Higgins      | Langs Supreme    | 1986/87          |
| 1987             | Glasgow – Hospitality Inn            | Joe Johnson       | 9:7              | Terry Griffiths   | Langs Supreme    | 1987/88          |
| 1989             | Glasgow – Scottish Exhibition Centre | Stephen Hendry    | 10:1             | Terry Griffiths   | Regal            | 1989/90          |
| 1990             | Motherwell Civic Centre              | Stephen Hendry    | 10:6             | Terry Griffiths   | Regal            | 1990/91          |
| 1991             | Motherwell Civic Centre              | Mike Hallett      | 10:6             | Steve Davis       | Regal            | 1991/92          |
| 1992             | Motherwell Civic Centre              | Neal Foulds       | 10:8             | Gary Wilkinson    | Regal            | 1992/93          |
| 1993             | Motherwell Civic Centre              | Ken Doherty       | 10:9             | Alan McManus      | Regal            | 1993/94          |
| 1994             | Motherwell Civic Centre              | Ken Doherty       | 9:7              | Stephen Hendry    | Regal            | 1994/95          |
| 1995             | Motherwell Civic Centre              | Stephen Hendry    | 9:5              | Peter Ebdon       | Regal            | 1995/96          |
| 1996             | Motherwell Civic Centre              | Peter Ebdon       | 9:6              | Alan McManus      | Regal            | 1996/97          |
| 1997             | Motherwell Civic Centre              | Nigel Bond        | 9:8              | Alan McManus      | Regal            | 1997/98          |
| 1998             | Motherwell Civic Centre              | Ronnie O’Sullivan | 9:7              | John Higgins      | Regal            | 1998/99          |
| 1999             | Motherwell Civic Centre              | Matthew Stevens   | 9:7              | John Higgins      | Regal            | 1999/00          |
| 2000             | Motherwell Civic Centre              | Ronnie O’Sullivan | 9:6              | Stephen Hendry    | Regal            | 2000/01          |
| 2001             | Glasgow Thistle Hotel                | John Higgins      | 9:6              | Ronnie O’Sullivan | Regal            | 2001/02          |
| 2002             | Glasgow Thistle Hotel                | Ronnie O’Sullivan | 9:4              | John Higgins      | Regal            | 2002/03          |